# Брезє (Горня Стубиця)
45°58′ пн. ш. 16°01′ сх. д. / 45.97° пн. ш. 16.01° сх. д.
Брезє (хорв. Brezje) — населений пункт у Хорватії, у Крапинсько-Загорській жупанії у складі громади Горня Стубиця.

## Населення
Населення за даними перепису 2011 року становило 246 осіб.
Динаміка чисельності населення поселення:

## Клімат
Середня річна температура становить 8,92 °C, середня максимальна – 21,83 °C, а середня мінімальна – -5,90 °C. Середня річна кількість опадів – 1089 мм.
| Клімат поселення                              | Клімат поселення | Клімат поселення | Клімат поселення | Клімат поселення | Клімат поселення | Клімат поселення | Клімат поселення | Клімат поселення | Клімат поселення | Клімат поселення | Клімат поселення | Клімат поселення | Клімат поселення |
| Показник                                      | Січ.             | Лют.             | Бер.             | Квіт.            | Трав.            | Черв.            | Лип.             | Серп.            | Вер.             | Жовт.            | Лист.            | Груд.            |                  |
| Середній максимум, °C                         | 4,78             | 6,12             | 9,92             | 13,62            | 18,63            | 21,83            | 21,19            | 20,74            | 16,99            | 12,17            | 6,78             | 3,46             |                  |
| Середня температура, °C                       | −0,55            | 0,77             | 4,56             | 8,27             | 13,29            | 16,48            | 18,33            | 17,89            | 14,13            | 9,31             | 3,92             | 0,60             |                  |
| Середній мінімум, °C                          | −5,9             | −4,58            | −0,78            | 2,93             | 7,94             | 11,14            | 15,46            | 15,02            | 11,26            | 6,46             | 1,06             | −2,27            |                  |
| Норма опадів, мм                              | 56               | 59               | 73               | 84               | 94               | 121              | 105              | 105              | 104              | 103              | 104              | 81               |                  |
| Середньомісячна швидкість вітру, м/с          | 2.12             | 2.22             | 2.54             | 2.49             | 2.37             | 2.06             | 1.98             | 1.91             | 1.93             | 2.12             | 2.24             | 2.25             |                  |
| Середньомісячна сонячна радіація, кДж/м²·день | 4271             | 7028             | 10573            | 14772            | 18607            | 20307            | 21242            | 18449            | 13854            | 8753             | 4715             | 3464             |                  |
| --------------------------------------------- | ---------------- | ---------------- | ---------------- | ---------------- | ---------------- | ---------------- | ---------------- | ---------------- | ---------------- | ---------------- | ---------------- | ---------------- | ---------------- |
| Джерело:                                      |                  |                  |                  |                  |                  |                  |                  |                  |                  |                  |                  |                  |                  |